# Diafragmavoorkeuze en sluitertijdvoorkeuze

Keuzewieltje met belichtingsmogelijkheden:
P = Program, diafragma en sluiter worden beide ingesteld
A = Aperture, diafragmavoorkeuze
S = Shutter, sluitervoorkeuze
M = Manual, volledig handmatig

Diafragmavoorkeuze en sluitertijdvoorkeuze zijn halfautomatische modi van belichting op een analoge of digitale camera.
Bij diafragmavoorkeuze stelt de fotograaf de lensopening (het diafragma) in van het objectief en bepaalt daarmee de hoeveelheid licht die op de film of beeldsensor valt. De camera regelt dan automatisch de bijbehorende sluitertijd. Het diafragma bepaalt ook de scherptediepte van het beeld: hoe kleiner de diafragmaopening, des te groter is de scherptediepte. Wanneer de fotograaf zijn onderwerp tegen een onscherpe achtergrond wil, dan kiest hij voor een zo groot mogelijke lensopening (bijvoorbeeld f1.8). Is daarentegen een foto gewenst waarop zowel de voor- als de achtergrond scherp staan afgebeeld, dan dient er voor een zo klein mogelijke diafragmaopening te worden gekozen (bijvoorbeeld f16). Enigszins verwarrend hierbij is dat een kleine diafragmaopening een groot diafragmagetal hoort en andersom. 
Bij een snel bewegend onderwerp zijn korte sluitertijden (bijvoorbeeld 1/1000 seconde) nodig om bewegingsonscherpte te vermijden. Met sluitertijdvoorkeuze kan de fotograaf hier meer controle op uitoefenen. Als de belichtingstijd is ingesteld, past de camera de belichting automatisch aan door het diafragma te vergroten of te verkleinen, zodat de juiste hoeveelheid licht de sensor of film bereikt. 
Bij beide belichtingsmodi moet ook de ISO-waarde van de film of de beeldsensor worden ingesteld. Bij een hogere ISO-waarde is minder licht nodig, waardoor het aantal mogelijke combinaties van diafragma/sluitersnelheid groter wordt. Zo wordt het mogelijk om een kleinere lensopening te kiezen bij gelijkblijvende sluitertijd, of juist andersom: een kortere sluitertijd bij gelijkblijvend diafragma. Een nadeel, bij digitale camera's, van een hoge ISO-waarde is het toenemen van de ruis.